# Walter Dill Scott
Walter Dill Scott, ameriški psiholog, * 1. maj 1869, Cooksville, Illinois, ZDA † 24. september 1955, Evanston, Illinois. 
Bil je eden prvih psihologov na področju tako imenovane aplikativne psihologije. Psihologijo je vpeljal v selekcijski postopek in v oglaševanje ter tako utrl pot oglaševalskim agencijam in tudi industrijsko-organizacijski psihologiji. 

## Življenje

### Družina
Walter Dill Scott je otroštvo preživel na kmetiji, v sedemčlanski družini. Njegov oče je bil kmet, James Sterling Scott, mati pa učiteljica z imenom Henriett Sutton Scott. Walter je bil njun drugi sin, družino pa so sestavljali še Walterjev starejši brat John in tri sestre – Mary Louise, Retto ter Myrtle.
Očetovo zdravje je bilo izredno slabo, zato so morali vso odgovornost za vodenje kmetije prevzeti otroci. Vendar pa sta se Walter in njegov starejši brat John kmalu odločila drugače, saj sta želela poučevati in postati učitelja. 
Dne 21. julija 1898 se je Walter v Chicagu poročil z Anna Marcy Miller. Z njo je imel dva sinova, in sicer se je 12. februarja 1902 rodil John Marcy, 8. januarja 1908 pa Walter Sumner. 
Walter in njegova žena sta proti koncu bivala v Evanstonu. Še vedno sta ohranjala veliko stikov in se ukvarjala z univerzitetnimi dejavnostmi. 
Walter je utrpel možgansko krvavitev in umrl v hotelu North Shore v Evanstonu. 

### Šolanje in poklicna pot
Že v otroštvu se je Walterju med delom na kmetiji porodila zamisel o delovni učinkovitosti. Tedaj je ugotovil, da mora, če hoče v življenju kaj doseči, nehati zapravljati čas. Tako je začel nositi knjige na delo, da je porabil vsako minuto svojega prostega časa za branje in učenje. 
Walter si je v otroštvu pridobil toliko izobrazbe, kolikor je bilo mogoče, na lokalni podeželski šoli ter z učenjem v prostem času. 
Leta 1888 je Walter zapustil domačo kmetijo in se vpisal na Illinois State Normal University. Diplomiral je leta 1891 in nadaljeval izobraževanje na Northwestern University. V letih 1895–1898 je diplomiral in si pridobil B. A.  Leta 1895 so ga izvolili v častno družbo Phi Beta Kappa.  Nato se je vpisal na McCormick Theological Seminary in si z diplomo pridobil še B.D.  Želel si je postati misijonar na Kitajskem, vendar pa takrat, ko je diplomiral na McCormick Theological Seminary, zanj ni bilo prostora.  Nato se je odločil in odšel v Nemčijo, na Univerzo v Leipzigu, in sicer na podiplomsko delo k Wilhelmu Wundtu. Študiral je psihologijo in leta 1900 dosegel Ph.D. 
Na podlagi tega je leta 1900 postal tudi inštruktor psihologije in pedagogike ter direktor psihološkega laboratorija na Northwestern University. Leta 1905 je postal profesor psihologije in vodja oddelka za psihologijo.  
Med poučevanjem na Northwestern University je Walter je raziskoval, kako narediti oglaševanje čim bolj učinkovito. Svojo pozornost je usmeril na področje oglaševanja in leta 1903 napisal prvo knjigo o oglaševanju "The Theory and Practice of Advertising". Leta 1908 je objavil še eno knjigo s podobno vsebino, in sicer "The Psychology of Advertising". 
Leta 1909 je začel poučevati o oglaševanju na Northwestern University School of Commerce in leta 1912 postal še profesor aplikativne psihologije ter direktor urada za raziskave o prodaji v Pittsburghu na tehnični univerzi Carnegie. 
Leta 1917 je šel Walter v vojsko. Želel je pomagati pri izbiranju vojaškega osebja s svojimi psihološkimi načeli. Na začetku njegove zamisli niso bile dobrodošle, saj vojska ni zaupala psihologiji in Walterjevim tehnikam pri izbiranju osebja. Sčasoma mu je le uspelo prepričati generala o praktični vrednosti psihologije in je lahko začel uporabljati svoje selekcijske tehnike. Leta 1919 so ga nagradili z nagrado »Distinguished Service Medal«. 
Walterjeve selekcijske tehnike so bile sestavljene iz testov za merjenje določenih lastnosti in iz ocenjevalnih lestvic, s katerimi so ocenjevali kandidatove veščine in lastnosti, ki jih je potreboval za delovno mesto, npr. videz, vedenje, urejenost, sodba, natančnost.
Po vojni je Walter ustanovil svoje podjetje The Scott Company, ukvarjal pa se je s svetovalnimi dejavnostmi za podjetja, ki so potrebovala pomoč pri selekcijskem postopku in učinkovitosti delavcev. Med vodenjem svojega podjetja je bil tudi predsednik Northwestern University (1920–1939). Scott Hall na Northernwestern University je poimenovana po Walterju in njegovi ženi Anni Miller Scott. 
Med letoma 1919–1920 je bil predsednik Ameriškega psihološkega združenja.
Bil je tudi član Sigma Xi in pa Alpha Phi Omega.
Služil je tudi v uredniškem odboru Editorial Board of the American Peoples Encyclopedia. 
Walterjevi knjigi The Theory of Advertising (1903) in The Psychology of Advertising (1908) ter njegovi članki so dokaz njegovega raziskovalnega dela in razmer takrat še ne razvitega področja. Pozneje se je usmeril tudi v načela uspešnega trgovanja, kar je vodilo v razvijanje selekcijskega postopka, ki bi pomagal pri ugotavljanju uspešnih trgovcev.

## Delo
Walter Dill Scott je razvil ocenjevalno lestvico in skupinske preizkuse za merjenje lastnosti ljudi. Preverjal jih je na takrat uspešnih prodajalcih, poslovnežih in vojaškem osebju. Razvil je tudi psihološki test za merjenje inteligentnosti in drugih sposobnosti. Ni izdelal individualnega testa, ampak test, ki ga je mogoče uporabiti na večjih skupinah ljudi. Walter ni meril samo splošne inteligentnosti, zanimalo ga je tudi, kako oseba uporablja (aplicira) svojo inteligentnost na praktičnih primerih. Inteligentnost je definiral kot sodbo, hitrost in natančnost. Pri svojem delu je dosežke kandidatov na njegovih testih primerjal z dosežki ljudi, ki so že bili uspešno zaposlenih. 